# Liste des évêques de Minden

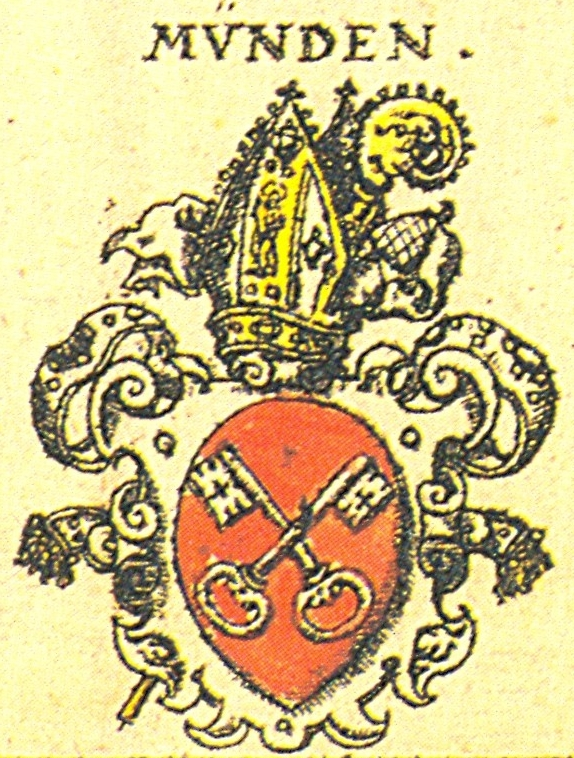
Armoiries de l'évêché de Minden d'après l'armorial de Johann Siebmacher
de 1605

Cette liste détaille les évêques du diocèse catholique romain de Minden (allemand : Bistums Minden), suffragant de l'archidiocèse de Cologne, qui ont été simultanément dirigeants de rang princier c'est-à-dire prince-évêque de la principauté épiscopale de Minden (allemand : Hochstift Minden) de 1180 jusqu'à la sécularisation de 1648, un état de l'immédiateté impériale dans le Saint Empire romain germanique. Minden fut le siège du chapitre de chanoines de la cathédrale et de la résidence épiscopales jusqu'en 1305 avant son transfert à Petershagen.
- Évêque de Minden jusqu'en 1180.
- Prince-évêque de Minden de 1180 à 1554 et de nouveau de 1631 à 1648.
- Administrateur de la Principauté épiscopale de Minden 1566 à 1630 et de nouveau de 1631 à 1645. Qui  remplaçait simplement de facto le prince-évêque du fait du non-respect du droit canon prérequis pour la fonction, le titulaire du siège ne pouvant officiellement prendre que le titre d'administrateur, mais était néanmoins familièrement considéré comme Prince-évêque.

## Liste des évêques
- 803–813 : Erkanbert/Ercumbert, Herkumbert, Herumbert, saint, fête le 7 juin.
- 813–853 : Hardward saint, fête le 13 avril.
- 853–880 : Theoderic ou Dietrich Ier
- 880–886 : Wulfhar, Wulfar ou Wolfer
- 886–887 : Siège vacant
- 887–902 : Drogon
- 902–905 : Adalbert
- 905–914 : Bernard
- 914–927 : Lothaire
- 927–950 : Ebergisl
- 950–958 : Helmward
- 958–969 : Landward
- 969–996 : Milon
- 996–1002 : Ramward
- 1002–1022 : Dietrich ou Dietrich II
- 1022–1036 : Siegbert/Sigebert
- 1037–1055 : Bruno de Waldeck
- 1055–1080 : Egilbert de Bavière,
- 1080–1089 : Reinward
- 1080–1096 : Volkmar, en opposition.
- 1089–1097 : Ulrich
- 1097–1112 : Gottschalk
- 1097–1119 : Vitelion ou Witelo, en opposition jusqu'en 1113.
- 1120–1140 : Sigward/Siegward
- 1140–1153 : Henri Cunon ou Henri Ier
- 1153–1170 : Werner de Bückeburg
- 1170–1185 : Annon de Landsberg

## Liste des princes évêques
- 1180-1185 : Anno de Landsberg
- 1185-1206 : Thietmar
- 1206-1209 : Henri II.
- 1209-1236 : Conrad I de Diepholz
- 1236-1242 : Wilhelm I.
- 1242-1253 : Jean de Diepholz
- 1253-1261 : Wedekind Ier de Hoya
- 1261-1266 : Kuno
- 1266-1275 : Otto Ier  aus Stendal
- 1275-1293 : Volkwin  de Schwalenberg
- 1293-1295 : Conrad II de Wardenberg
- 1295-1304 : Ludolf de Rostorf
- 1304-1324 : Gottfried de Waldeck
- 1324-1346 : Louis de Brunswick-Lunebourg
- 1346-1353 : Gérard Ier de Schaumbourg
- 1353-1361 : Dietrich III Kagelwit
- 1361-1366 : Gérard II de Schaumbourg
- 1366-1368 : Otto II de Wettin
- 1369-1393 : Wittekind II de Schalksberg
- 1384-1397 : Otto III de Schalksberg
- 1397-1398 : Gérard III de Hoya
- 1398-1408 : Marquard de Randegg
- 1408-1436 : Wulbrand de Hallermund
- 1436-1473 : Albert de Hoya
- 1473-1508 : Henri III de Schaumbourg
- 1508-1529 : François de Brunswick-Wolfenbüttel
- 1530-1553 : François II de Waldeck
- 1553-1554 : Jules de Brunswick-Wolfenbüttel

## Administrateurs et Princes-évêques luthériens
- 1554-1566 : Georges de Brunswick-Wolfenbüttel
- 1567-1582 : Hermann de Schaumbourg
- 1582-1585 : Henri-Jules de Brunswick-Wolfenbüttel
- 1585-1587 :  Siège vacant
- 1587-1599 : Antoine de Schaumbourg
- 1599-1625 : Christian de Brunswick-Lunebourg
- 1625-1631 : Siège vacant
- 1633-1648 : Franz Wilhelm von Wartenberg (administrateur catholique).